# Acalypha peduncularis
Acalypha peduncularis é uma espécie de flor do gênero Acalypha, pertencente à família Euphorbiaceae.